# Aquädukt von Roquefavour

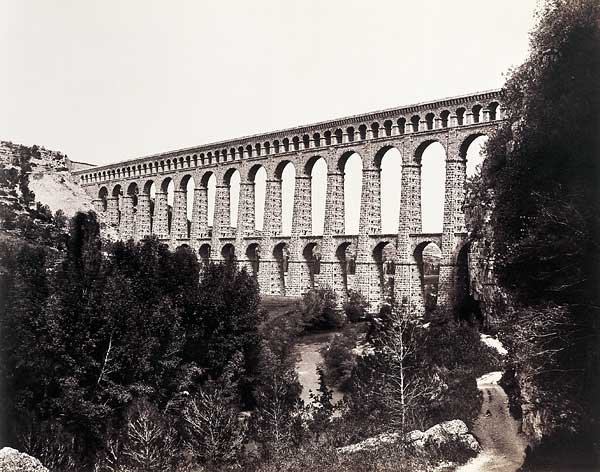
Der Aquädukt von Roquefavour um 1861, Fotografie von Édouard Baldus

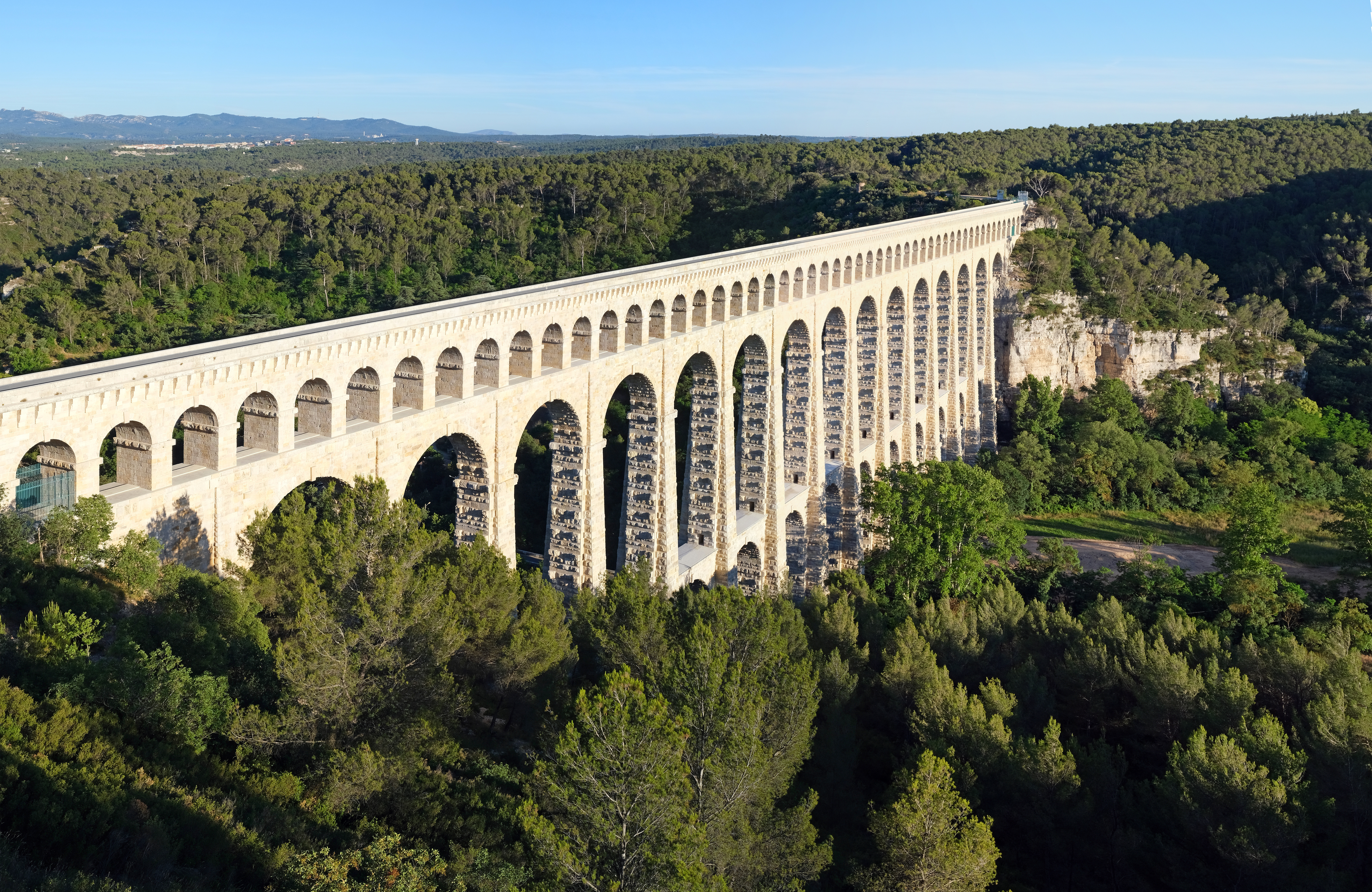
Der Aquädukt von Südosten

Der Aquädukt von Roquefavour ist ein 393 Meter langer und eine Maximalhöhe von 82,65 Metern erreichender Aquädukt des Canal de Marseille, etwa 12 Kilometer westlich von Aix-en-Provence. Er befindet sich hauptsächlich im Gemeindegebiet von Ventabren im Département Bouches-du-Rhône, zu einem kleinen Teil auch in jenem von Aix-en-Provence. Er führt Wasser des Flusses Durance als Trinkwasser nach Marseille.
Der Aquädukt überquert das Tal des Flusses Arc und damit zugleich die Straße von Aix-en-Provence nach Berre-l’Étang und eine Eisenbahnlinie. Weiter flussaufwärts steht der Viaduc de l’Arc der Schnellfahrstrecke LGV Méditerranée. 
Mit dem Bau des Aquädukts wurde 1841 begonnen, und er wurde 1847 fertiggestellt. Als leitende Ingenieure waren die beiden Schweizer Franz Mayor de Montricher und William Fraisse (1803–1885) tätig. Als antikes Vorbild diente der etwa halb so hohe Pont du Gard. Seit 1975 fließt das Wasser des Aquäduktes nicht mehr offen in einem Gerinne, sondern in einem Rohr von 2,20 m Durchmesser. Seit 2005 steht der Aquädukt als Monument historique unter Denkmalschutz.

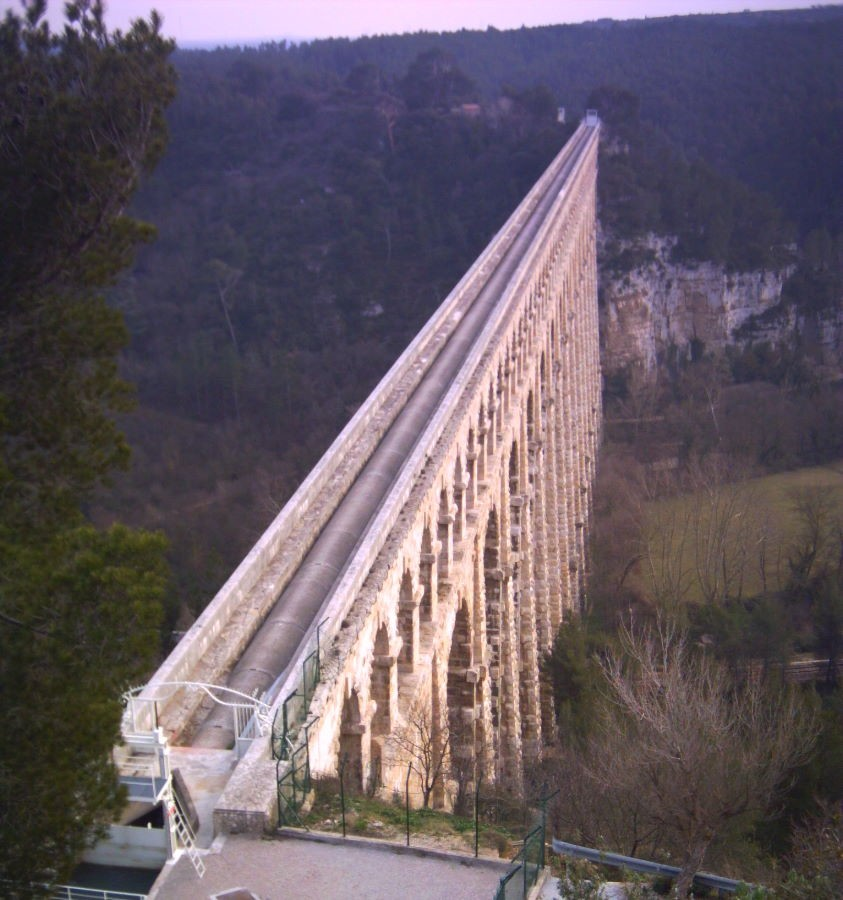
Aquädukt von Süden mit verrohrtem Kanal
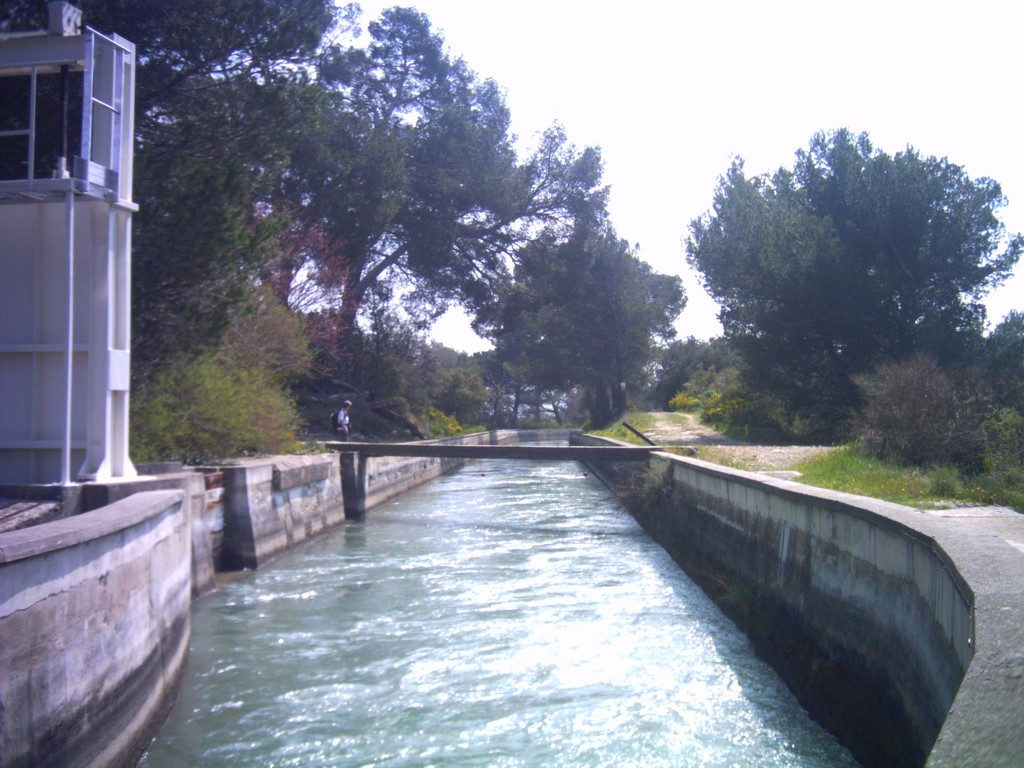
Kanal am Ausgang des Aquädukts
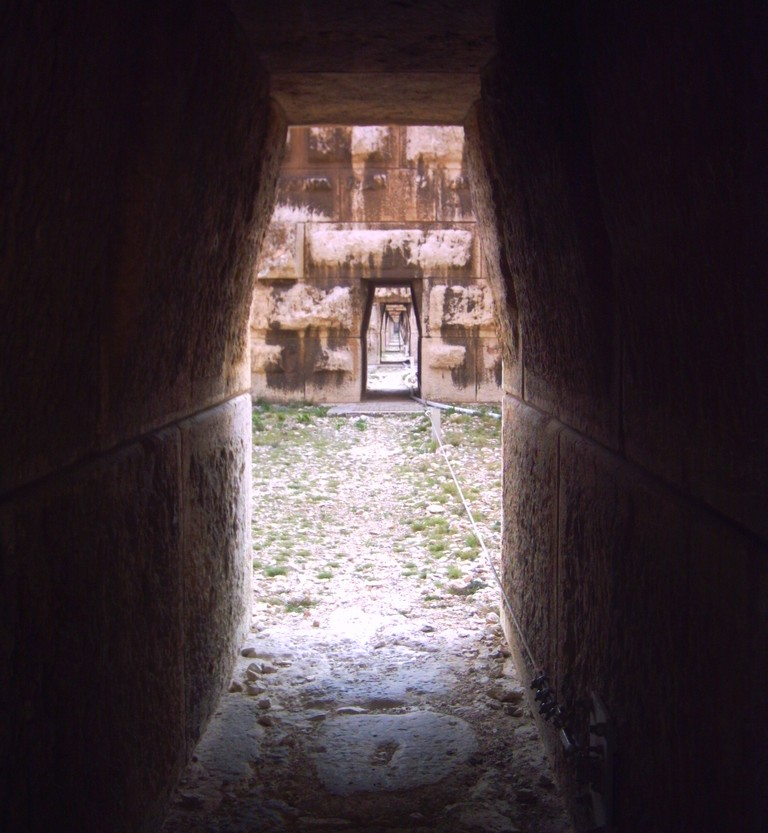
Bedienungsgang in der ersten Ebene
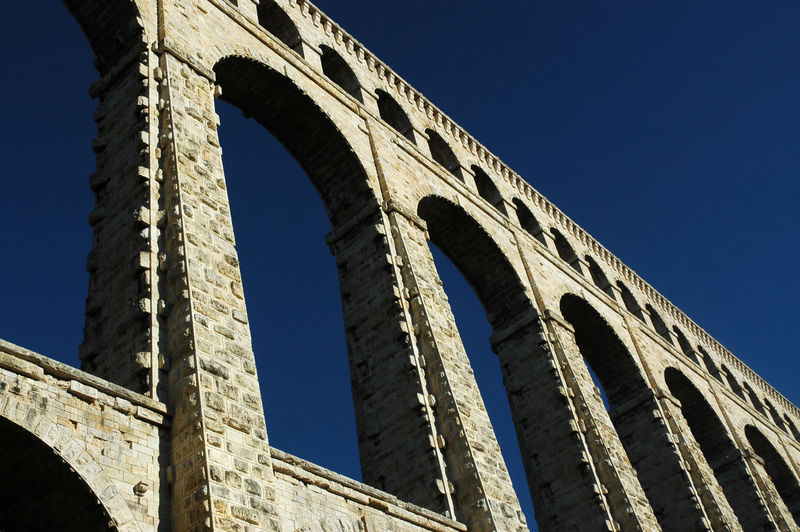
Détail
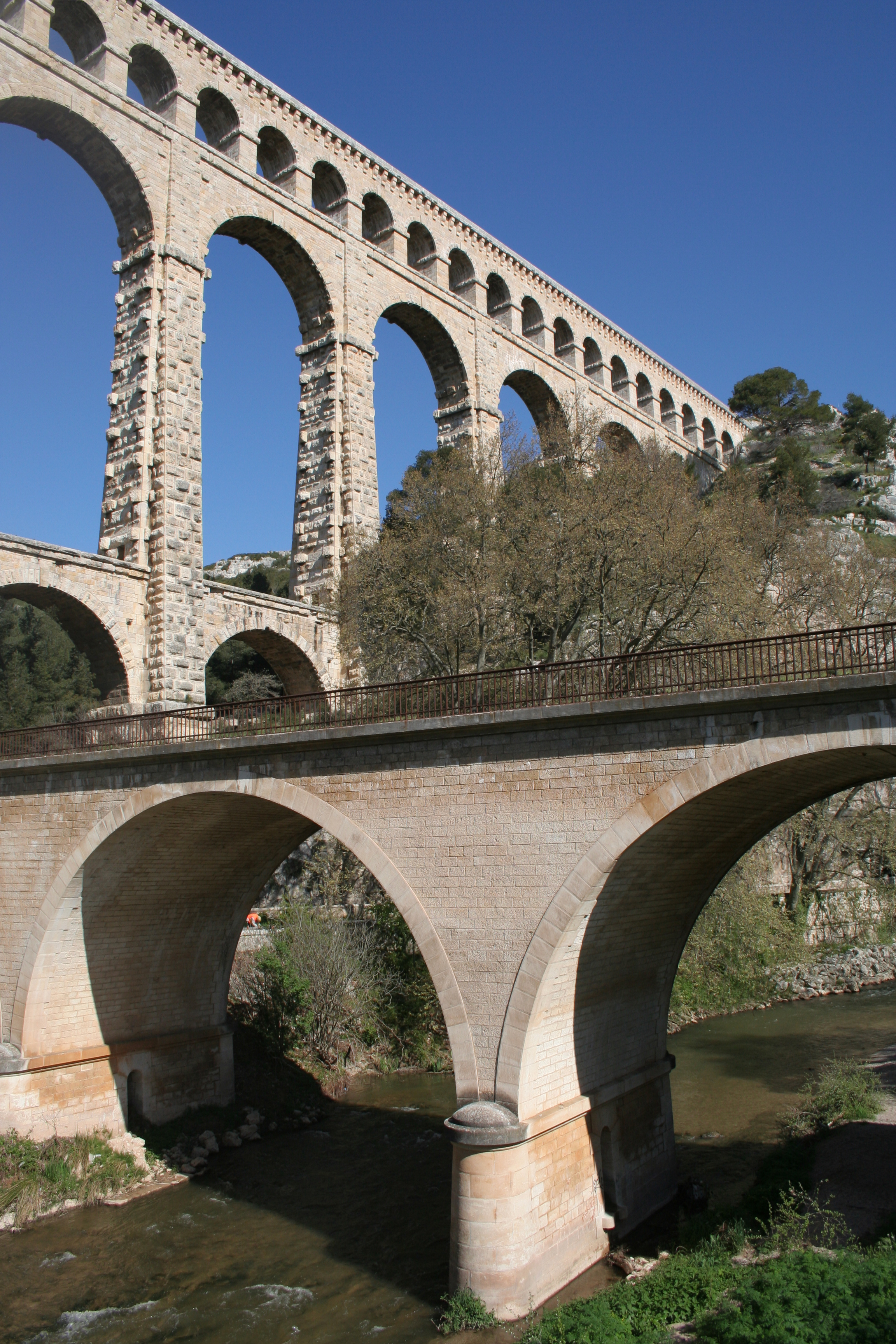
Aquädukt, Bahnbrücke und Arc